# Corymorpha verrucosa
Corymorpha verrucosa is een hydroïdpoliep uit de familie Corymorphidae. De poliep komt uit het geslacht Corymorpha. Corymorpha verrucosa werd in 1978 voor het eerst wetenschappelijk beschreven door Bouillon. 